# حسين بيكار

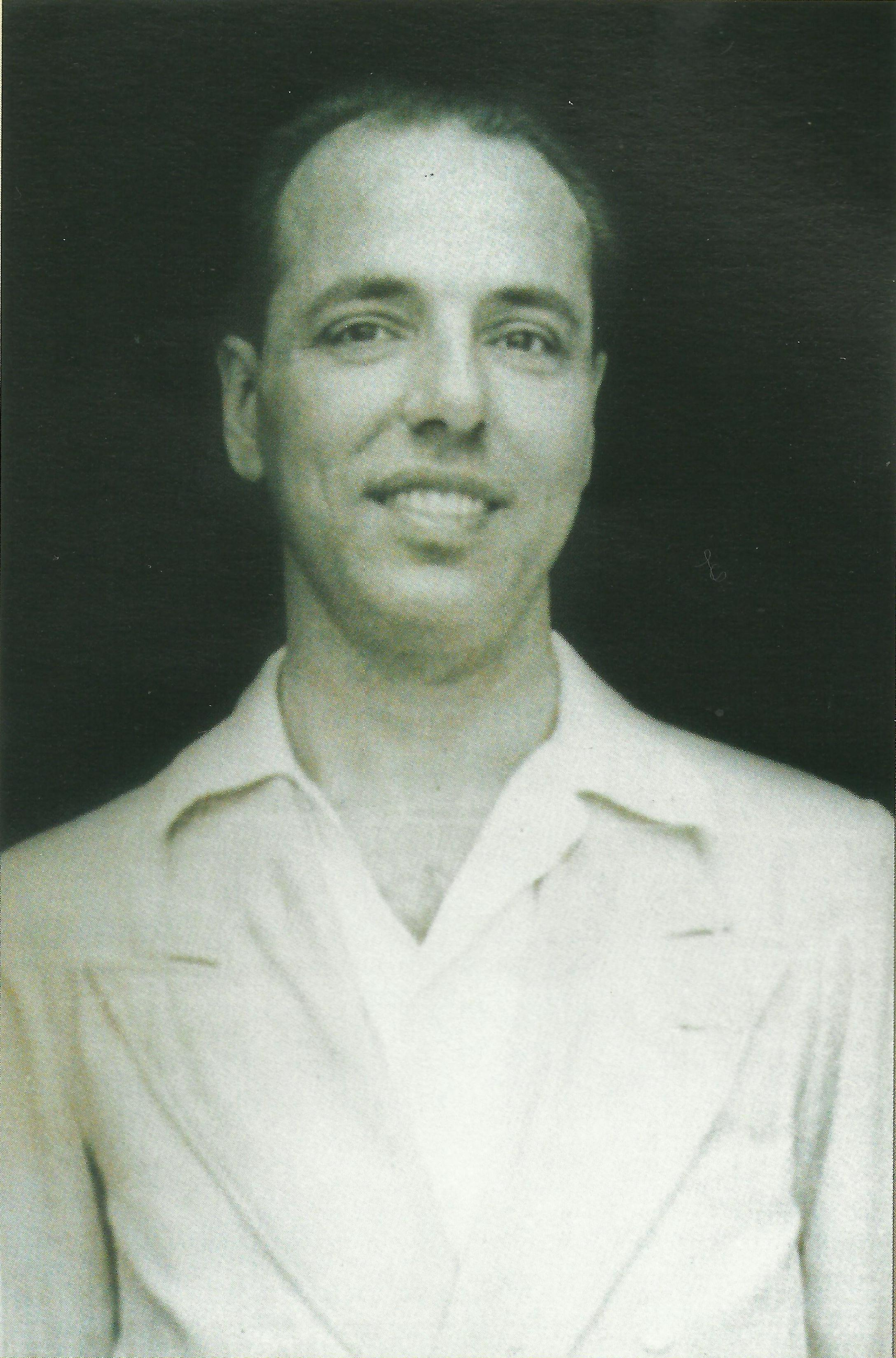
بيكار في صدر الشباب

حسين أمين بيكار (2 يناير 1913 - 16 نوفمبر 2002) هو فنان تشكيلي مصري من أصل قبرصي تركي. معتنق للديانة البهائية

## نبذه عنه
فنان تشكيلي متميز ينتمي إلى الجيل الثاني من الفنانين المصريين. كان مجرد فنان مصري.

## حياته المبكره
ولد حسين أمين بيكار في 2 يناير عام 1913 بحي الأنفوشي بالإسكندرية، التحق بكلية الفنون الجميلة عام 1928، وكانت وقتها تسمى مدرسة الفنون العليا وكان عمره آنذاك 15 عامًا، ليكون من أوائل الطلبة المصريين الذين التحقوا بها. درس في البدايات على أيدي الأساتذة الأجانب حتى عام 1930، ثم على يد يوسف كامل وأحمد صبري. عقب التخرج عمل في تأسيس متحف الشمع، وانجاز بعض الأعمال في ديكور المعرض الزراعي.

انتقل بيكار بعد ذلك إلى المغرب حيث قضى ثلاث سنوات مدرسا للرسم وهي مرحلة هامة في تكوين، حيث رسم بيكار أول رسومه التوضيحية هناك عندما وضع مدرس اللغة الإسبانية كتابا لتعليم اللغة للتلاميذ، طلب من بيكار مدرس الرسم آنذاك أن يترجم الكلمات إلى صور. عاد بيكار إلى القاهرة عام 1942، وعمل معاونا لأستاذه وصديقه الفنان أحمد صبري، وتولى رئاسة القسم الحر خلفا لصبري الذي انتقل لرئاسة قسم التصوير، وسرعان ما تولى بيكار رئاسة هذا القسم بعد إحالة صبري للتقاعد.

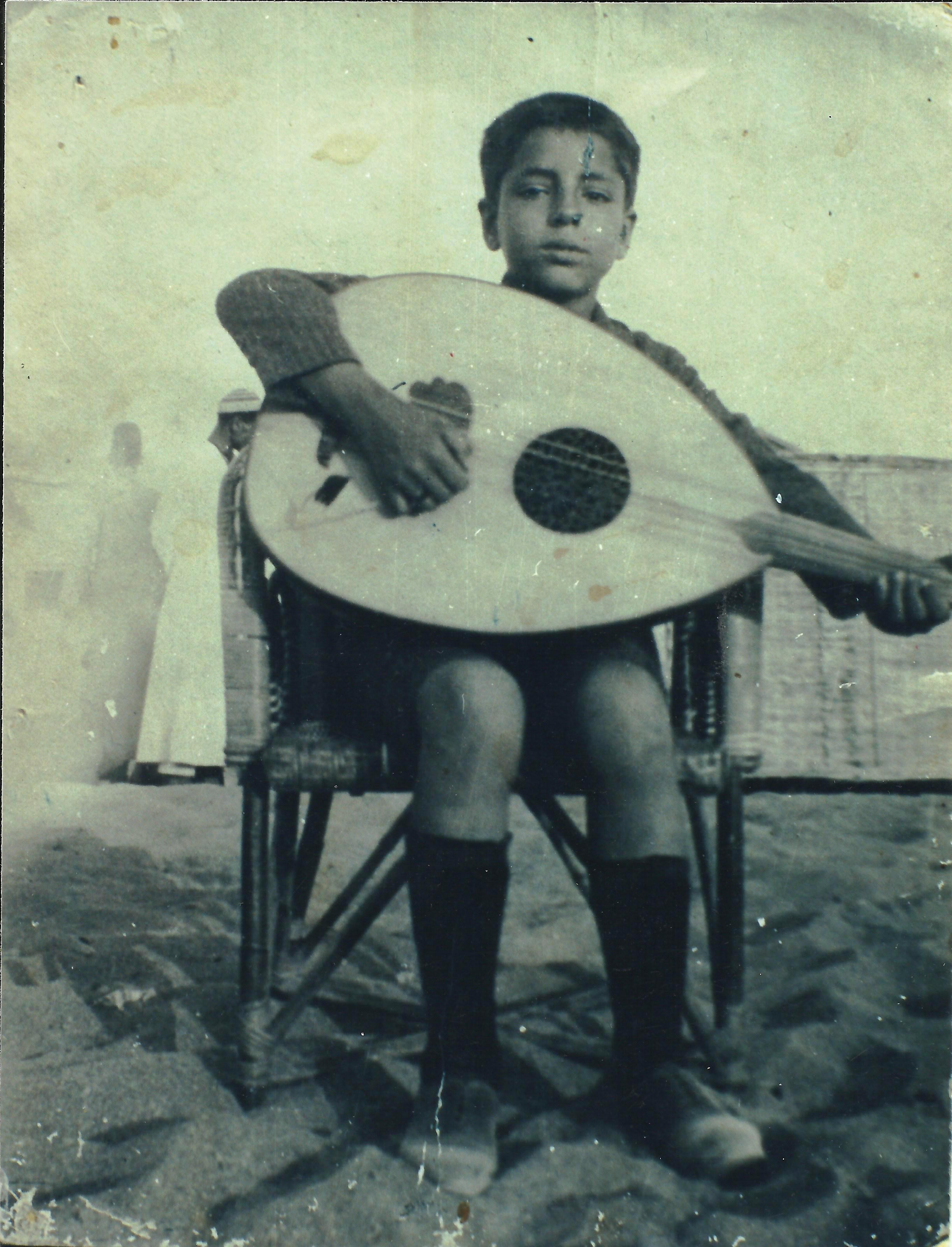
بيكار في طفولته

في طفولته تفتحت عيناه على بيت بسيط عار من الأثاث تقريبا مع جدران جرداء خلت من أي لوحات أو صور أو حتى ألوان.كان والده رجلا مسنا يعمل أمينا لمخازن السلطان عبد الحميد. والدته سيدة بسيطة من أصل تركي دؤبة على أشغال الأبرة وكانت ترسم بالقلم الرصاص وردة أو فراشة وعندما يراها تفعل ذلك يشعر بالدهشة إذ كيف تتحقق هذه الأشياء على مفرش تطريز وكان ينظر إلى هذا العمل باعتباره عملا ساحراً.
ومثل أي طفل من أسرة بسيطة حريصة على تعليم إبنها التحق بالمدرسة الأولية وكانت أول مدرسة في شارع «أبو وردة» والتعليم مجانى ومع المجانية تصرف المدرسة زوجا جديداً من الأحذية سنوياً لكل تلميذ لمقاومة الحفاءالذي كان سائداً في مصر في ذلك الوقت.
في نفس الوقت كان في بيت الأسرة عود اشتراه والده حتى تتعلم أخته الموسيقى.. هي فشلت لكن هو «حسين» شغف بالموسيقى وبدأ يعلم نفسه بنفسه حتى أصبح ظاهرة الحى كله يعزف على العود ويغنى الأغانى الخفيفة والطقاطيق الصغيرة...
وفي يوم من الأيام عرضت عليه إحدى الجارات أن يعلمها الموسيفى نظير ريال في الشهر.. وكان أول ريال تقاضاه منها ثمن علبة ألوان زيت اشتراها وبدأت أولى محاولاته الناجحة في رسم اللوحات وكانت منقولة من كارت بوستال لمناظر من سويسرا..بيوت مائلة وبحيرات تنعكس عليها الزهور والأشجار.
وعندما حصل بيكار على الشهادة الابتدائية هاجر مع والدته وأخته إلى القاهرة ليلتحق بمدرسة الفنون الجميلة العليا<وكان والده قد توفى قبل ذلك بفترة >.

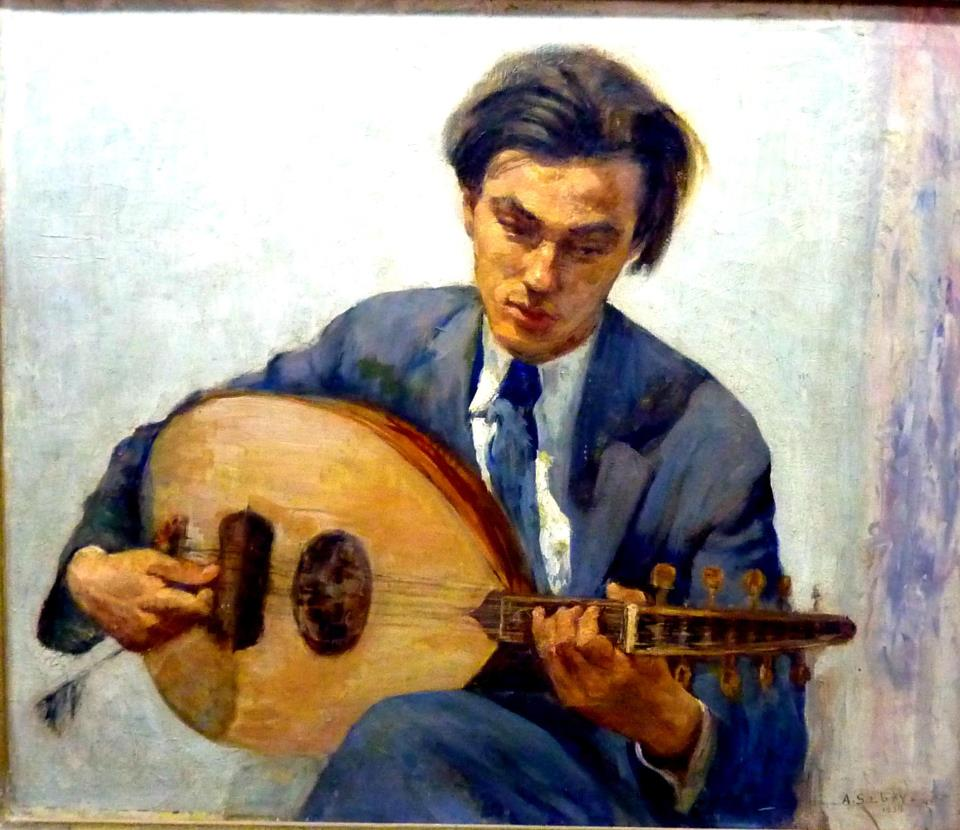
بيكار يعزف العود بريشة أستاذه أحمد صبري عام 1934

وفي مدرسة الفنون الجميلة بدأ يدرس الرسم على أيدى أساتذة أجانب ودرس الرسم بالزيت تحت رعاية أستاذه أحمد صبرى رائد فن البورتريه وتوطدت العلاقة بينهما لاكتشاف صبرى ميل بيكارلفن البوتريه..وزاد من تأكدها حبه للموسيقى والغناء الشرقى القديم. ومرت الأعوام ليصبح بيكار مساعداَ لمعلمه في تدريس التصوير بمدرسة الفنون الجميلة، وكان بيكار يتردد عليه في بيته بميدان الحسينية وقد شرع أحمد صبرى في رسم بورتريه له في 10 جلسات مع العود الذي اشتراه خصيصاً لذلك.. ومن عادة الموديل أن يظل ساكنا أثناء الرسم.. لكن معه كانت العملية أكثر بساطة.. يقول بيكار: كنت أغنى له وأغنى معه.. ولكن معه نقتسم سويا أدوار محمد عثمان وعبده الحامولى ومنيرة المهدية وكامل الخلعى.وكنت موديلا وتلميذاً يتحدث إلىَ في كيفية بناء الصورة من الألف إلى الياء.كيف يبدأ ومن أين ينتهى وأحياناً كان يشطب كل ما أنجزه.يهدمه ليبدأ من جديد وهنا تعلمت منه فقه التصوير وكيف يكون فن البورتريه.
بعد تخرجه عام 1933 بدأ بيكار نشاطه الموسيفى فقد تعرف على موظف شاب وعازف قانون..وكان له زميل آخر بنفس الإدارة عازف كمان هو عبد الرحيم محمد «والد الدكتور جمال عبد الرحيم عميد الكونسيرفتوار سابقا» وانضم إليهم الدكتور إبراهيم زكى خورشيد وكونوا فرقة موسيقية. وبدأ بيكار يظهر نشاطه في الحفلات كعازف عود ومغنى أدوار ويقوم بتحفيظه الأدوار القديمة إبراهيم عثمان شقيق عزيز عثمان.وكانت بعض هذه الأعمال تذاع على محطة إذاعة محلية كانت تسمى «سابو» وكان بقف على المسرح مع كبار مطربى هذا الزمان صالح عبد الحى وزكريا أحمد وعبده السروجى 

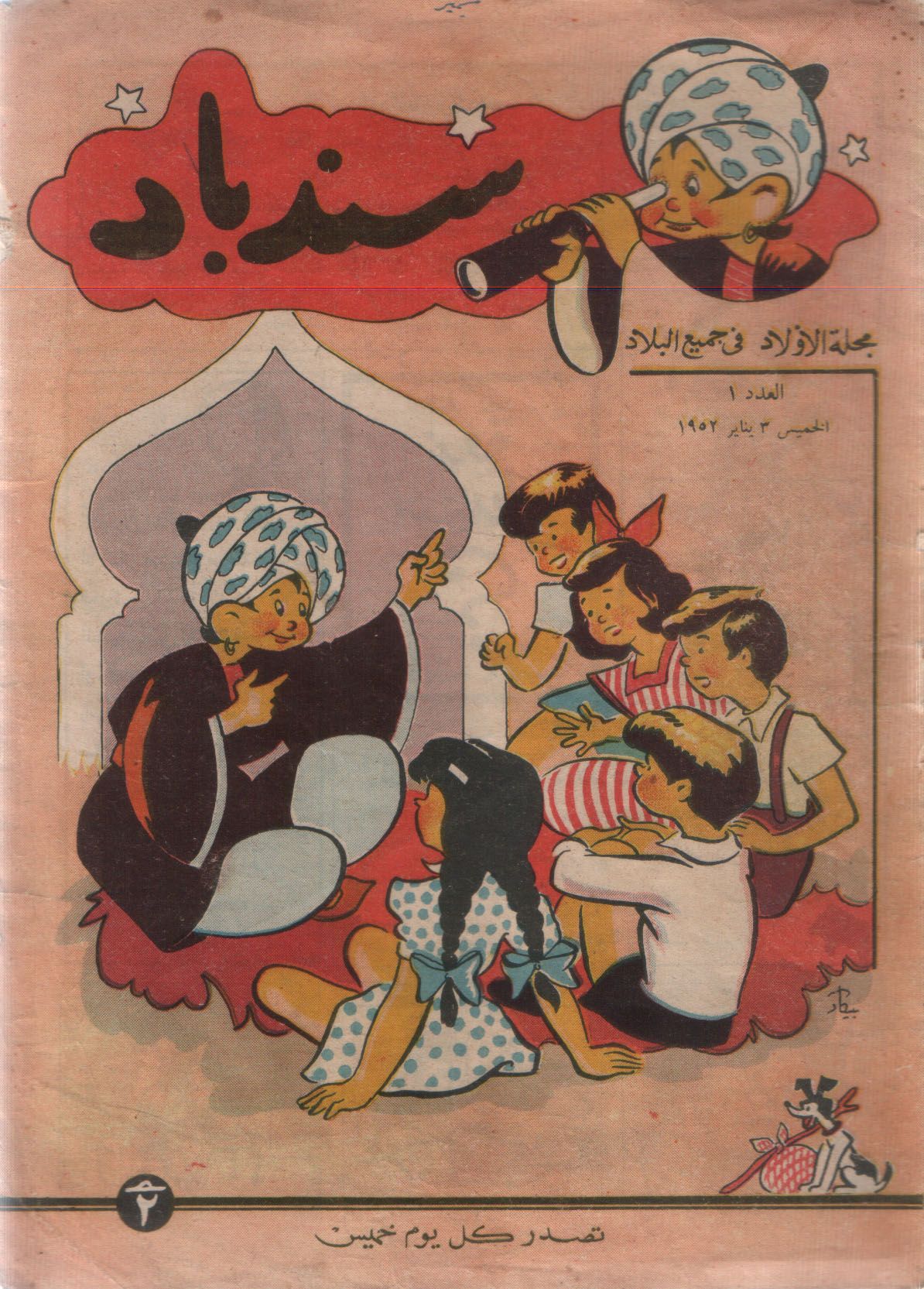
غلاف أول عدد من مجلة السندباد بتاريخ 3 يناير 1952

ومع الموسيقى عمل مدرساً للتربية الفنية وانتقل لفترة لدمنهور ثم عاد للقاهرة ثم إلى قنا ومنها سافر في أول بعثه للتدريس بمدينة تطوان في بلاد المغرب في منطقة كانت تحت الاحتلال الإسباني وكانوا يدرسون للأطفال اللغة الإسبانية إلى جانب اللغة العربية.وكان ان طلب من بيكارعمل رسوم وصفية لكتاب بدائى جداً يحتوى رسوم بسيطة كشجرة _تفاحة_قطة.... وهنا اكتشف بيكار اللغة البسيطة التي تصل إلى وجدان الطفل ويقول بيكار عن ذلك: لقد أعطونى فكرة عن شيء كنت أجهله.... فالرسومات توصل الفكرة بسرعة.وكان ذلك في أيام الحرب الأهلية الإسبانية (1939 _1940) وفي هذه الفترة رسم بيكار كتابين مما أتاح له خبرة في أمور لم يكن تعلمها وقتها في المدارس. ولما عاد إلى مصر بدأت صلته بدار المعارف وكانت في ذلك الوقت أكبر دار نشر فعمل كمستشار فنى بها، فكان يصمم أغلفة الكتب وتصميم كل مطبوعات الدار في ذلك الوقت ومن هذه الأعمال على سبيل المثال التقويم السنوى وكتب كامل الكيلانى (رائد قصص الأطفال في العالم العربي) وعن هذه المرحلة يقول الفنان بيكار<في البداية كنت أعمل أغلفة القصص أولاً ثم دخلت عالم الكيلانى فأخذت أرسم القصة بكاملها. كنت أفكر في تعليم القراءة من خلال العين.وهذه ميزة الرسم، حيث تنطبع في ذهن الطفل صورة الكلمة.
وبدأبيكارفى سلسلة "الكتاب العجيب " وقامت دار المعارف بإصدارها وكان بيكار يؤلف القصة ويرسمها كما طلب من الفنانين أن يقدموا إبداعاتهم فيها وذلك تحت شعار "اكتب كتاب وأرسمه" ومن هؤلاء الفنانين العظماء إيهاب كامل-يوسف فرانسيس- جورج البهجورى- فايزة مرقص وغيرهم من الفنانيين.
وهنا لابد لنا من أن نذكر أجمل إبداعات الفنان بيكار مجلة السندباد.

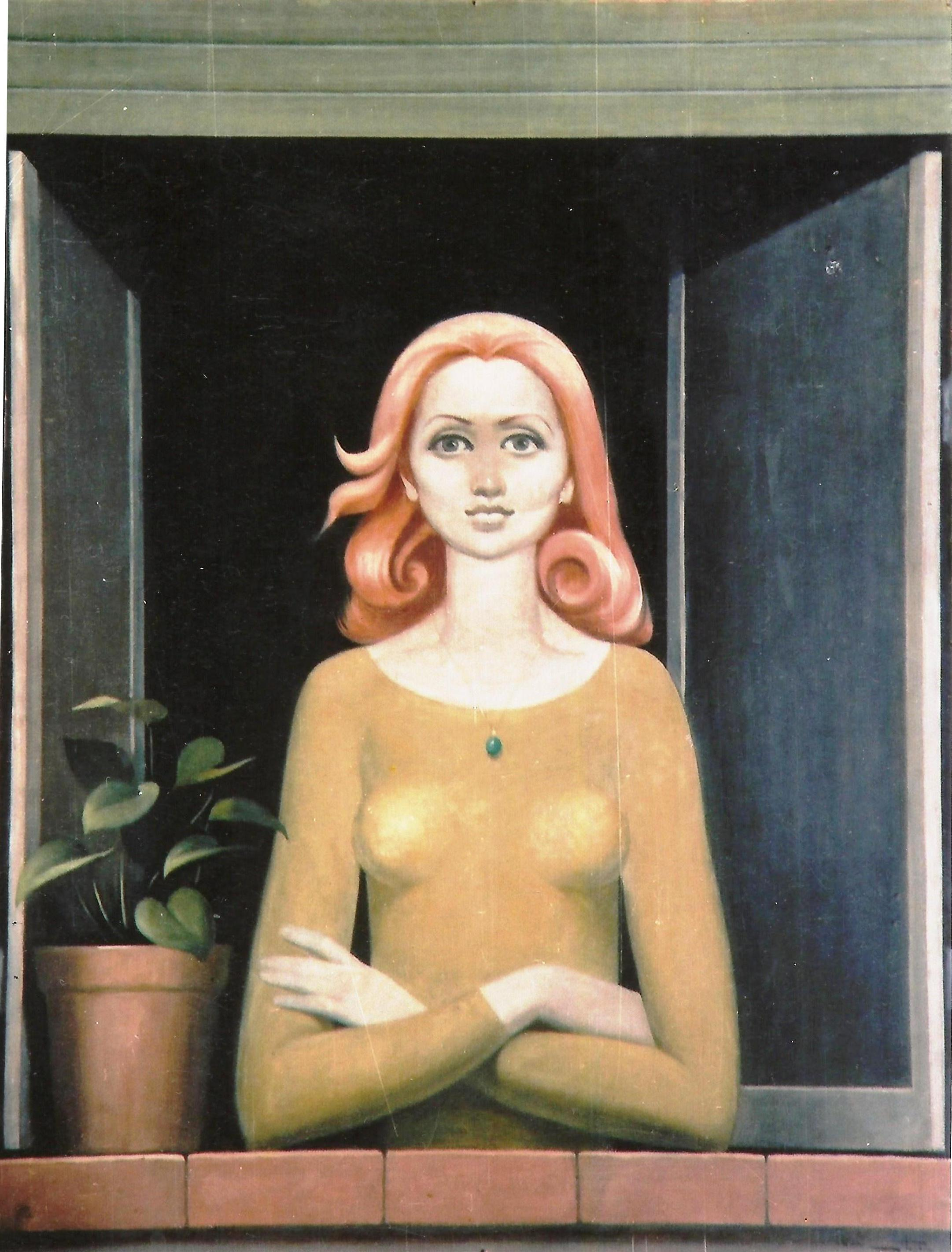
لوحة الانتصار التي رسمها بيكار بمناسبة نصر أكتوبر

"سندباد"..مجلة الأولاد في جميع البلاد، تصدر كل خميس ومع العدد هدية، عن دار المعارف بمصر، ورئيس التحرير الأديب محمد يعيد العريان. وعن هذه الفترة من تاريخ قصص وأدب كتاب الأطفال في مصر يروى الفنان بيكار:
لنتحدث عن الشخصية المعنوية.. لقد كان "محمد سعيد العريان " صاحب الفكرة نفسها أن يصدر مجلة للأطفال يسميها "السندباد " يعنى أن يكون بطل المجلة رحالة يجوب العالم كله مما يعنى أن تجوب المجلة وترحل في أجواء مختلفة وثقافات متنوعة.. ومادام السندباد رحالة فمن الازم أن يكون شكله وزيًه وأدواته عربية –شرقية (مخلته ومنظاره وعصاه) وأحياناً يأخذ كلبه معه لأنه خير رفيق.ونظراً لتلاحم الشكل والمضمون في تصورى، لقد عرفت فلسفة المجلة.
العريان يريد مطبوعة للطفل أى أن المناخ الطفولى لابد أن يكون موجوداً حتى في العنوان...وهكذا اختزلت كل ما قرأته وعرفته في شخصية جذابة
جدير بالذكر هنا ان بيكار كانت له تجربة ناجحة في الكتاب المدرسى..فقد كلف برسم كتاب القراءة الجديدة للصفوف الأربعة الأولى بالمرحلة الابتدائية "كتاب الأرنب شرشر" وكانت تجربة جديدة لتعليم القراءة من خلال الصورة المرسومة.
أخبار اليوم:
استقال بيكار من العمل في كلية الفنون الجميلة حيث تولى رئاسة قسم التصوير – بعد إلحاح الشقيقين على أمين ومصطفى أمين وتفرغ للرسم الصحفى الذي كان يمارسه في الأخبار منذ عام 1944 وكان لبيكار أسلوب بسيط واضح في هذا المجال حيث ارتقى بمستواه ليقربه من العمل الفنى، وكان رائداً له بدلاً من النقل من الصحف الأوروبية، وهو أول فنان رسم غلاف كتاب، بعد ما كان يسيطر على هذا المجال عمال الحفر" فكان كتاب "الأيام " للدكتور طه حسين أول كتاب يقوم برسمه بعد عودته من رحلة المغرب، ويحمل الغلاف كلمة الأيام بخط يد بيكار، لتتعدى بعد ذلك الكتب التي رسمها حتى رحيله الألف كتاب، وبذلك يعود له الفضل في نقل الرسم الصحفى وكتب الأطفال وأغلفة الكتب من الغرب إلى مرحلة جديدة مثلت ثقافة مصر وروحها. تميزَ بيكار في أثناء عمله في دار أخبار اليوم بنوع جديد من الأدب وهو" أدب الرحلات" الذي كان حديثاً على الصحافة فصار "سندباداً صحفياً" يسافر إلى بلاد العالم حاملا قلماً ومستبدلاً الكاميرا بالريشة حيث سافر إلى الحبشة وإسبانيا والمغرب وسوريا ولبنان وتونس والجزائر ونجحت تلك التحقيقات المرسومة أيما نجاح... كان يكتب ويصور بريشته كل غريب وطريف فتجول في أسواق الحبشة وحوانيتها واختلط بالغجر في إسبانيا ورسم مصارعة الثيران وفي سوريا صور سلطان باشا الأطرش زعيم الدروز كما طاف بجبال لبنان الرائعة أشجار الأرز الساحرة ثم عاد إلى أول بلد زارها بعد تخرجه –المغرب ثم اتجه إلى تونس والجزائرمحلقاً طولاً وعرضاً ثم عاد إلى مصر وتعددت رحلاته من مصر الفرعونية إلى بلاد النوبة التي عشقها ثم إلى البحر الأحمر ومنه إلى بورسعيد... رحلات بالكلمة والصورة المرسومة زينت الصحافة المصرية.
البورتريه:
اعتبر بيكار أن فن البورتريه الذي تميز به تلخيصا للحياة على مسطح، وقال عنه (إذا لم أحب ملامح من سأرسمه فلن تطاوعنى فرشاتى) فهو يقترب من الشخصية ويغوص فيها بالتعامل والحديث ليقتنص اللحظة المناسبة ويعبر عنها باللون والخط. وقد تعلم من أستاذه «فريدمان كروزيل» أستاذ النحت في كلية الفنون الجميلة، عندما كان طالباً فيها – أن الفنان أمام البورتريه يجب أن يشعر بأنه يخاطبه ولابد أن تكون الجلسة بينهما حوارية وبها نوع من الترابط العقلى والوجدانى، فهو يحول العمل الفنى من لحظة زمنية إلى لحظة أبدية، ولو استطاع الفنان أن يقتنص هذه اللحظة فقد وصل إلى صميم فن البوتريه. كان بيكار يركز على مواجهة الشخصية التي يرسمها، لأنه اعتبر العين هي لغة التحاور وهي اللقاء المباشر بين الفنان ومن يواجهه.رسم شخصياته في وضع ساكن لكنه حى فكان لديه القدرة على أن يصطاد ويرسم الحركة الباطنية وليست الظاهرية للموديل ليؤكد أن ملامحه الداخلية هي ما يعطى العمل الفني قيمته. ومنذ تخرج بيكار في الثلاثينات رسم نفسه في العديد من الصور سجل فيها جميع مراحل عمره حتى أيامه الأخيرة.

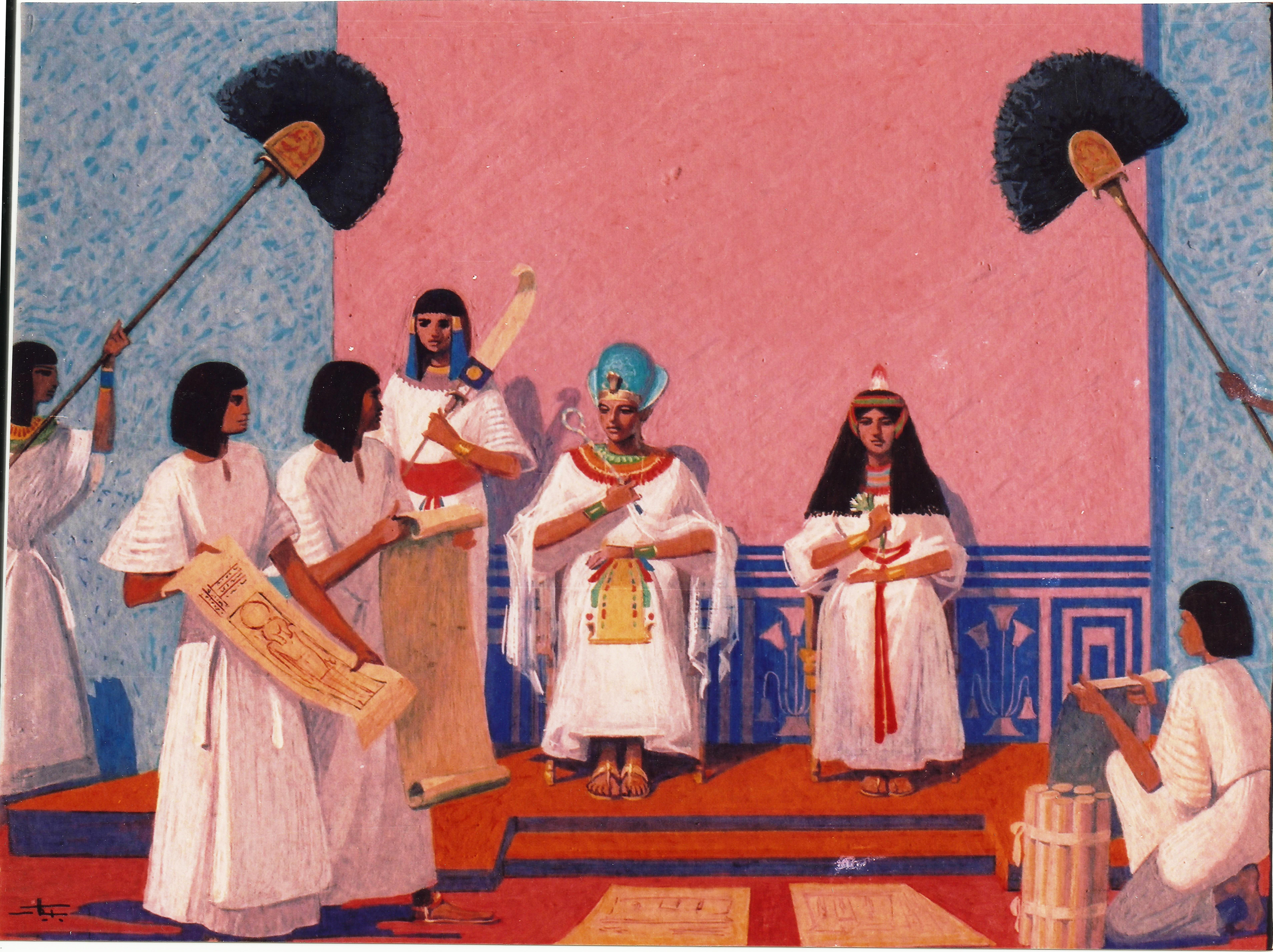
احدى لوحات فيلم العجيبة الثامنة

العجيبة الثامنة:

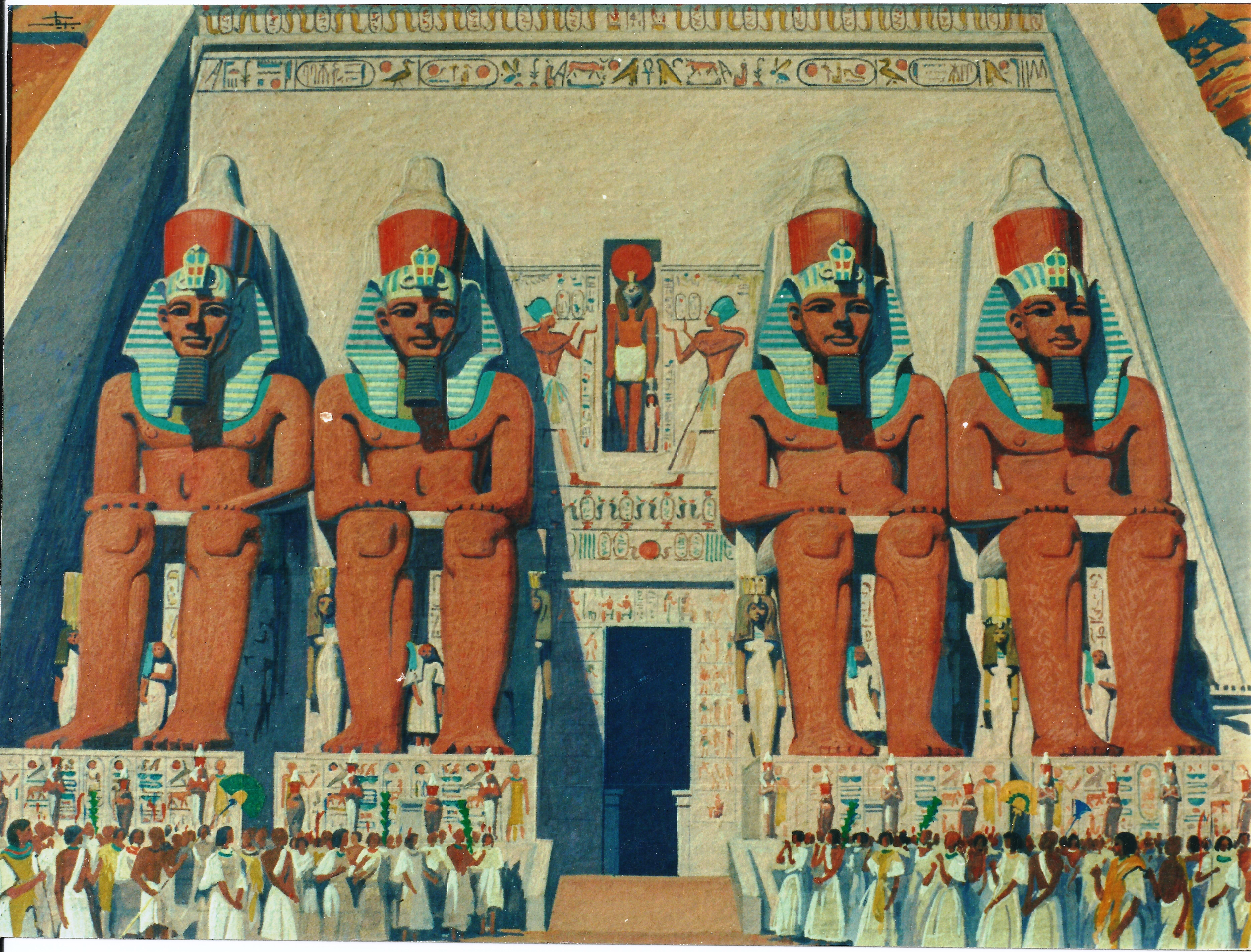
احدى لوحات فيلم العجيبة الثامنة

في بداية الستينيات ومع مشروع بناء السد العالى ظهر أن المياه ستغمر النوبة بما فيها من آثار وخاض الدكتور ثروت عكاشة وزير الثقافة في هذا الوقت معركة الدعوة لإنقاذ آثار النوبة، وهي الدعوة التي تبنتها هيئة اليونيسكو.. وكان من الآثار التي أنقذت معبد رمسيس الثاني في «أبو سنبل» وقد تم نقله إلى أعلى الجبل بعيداً عن فيضان المياه وكان تقطيع المعبد الكبير إلى أجزاء ترفعها الرافعات العملاقة وتحملها الجرارات الضخمة إلى الموقع الجديد، كانت هذه العملية تمثل معجزة هندسية ومعمارية غير مسبوقة وقد قام المخرج الكندى «جون فينى» يتصوير مراحل نقل المعبد إلى أعلى الجبل بارتفاع 40 متراً وظهر أن الفيلم التسجيلى تنقصه المعلومات والصور الموضحة لتاريخ هذا البناء حتى إقامة السد العالى... أي تاريخ المعبد على مدى 3500 سنة من عصر الملك العظيم رمسيس الثاني الذي أقيم المعبد في فترة حكمه وتخليداً لذكراه. وكان الفنان حسن فؤاد رئيس قطاع السينما التسجيلية قد رشح بيكار للعمل في هذا الفيلم وقد قام بيكار بالاشتراك مع فينى بكتابة السناريو.. وتفرغ لمدة عامين كاملين في رسم 80 لوحة انتقل من خلالها 3500 سنة إلى مصر القديمة في زمن رمسيس الثاني وكيف كانت الحياة هناك في ذلك الوقت. بين 50 لوحة صغيرة و30 أخرى يزيد طولها على 4 أمتار نفذها بيكار بألوان الجواش... صورت المعبد من بداية عرض المهندسين الفراعنة تصميماته على رمسيس الثاني وزوجته الجميلة نفرتارى والحفلة الملكية بالقصر وكيفية تحديد المكان الذي سيبنى عليه المعبد وطريقة البناء وتعامد الشمس ودخولها يوم مولده ويوم تتويجه.جاءت الموسيقى التصويرية معزوفة لمسيقا ر إيطالى مستوحاة من همهمات فرعونية قام بيكار بأدائها عزفاً على الطنبور.
عرض هذا الفيلم في مصر وألمانيا وإيطاليا.
- المؤهلات العلمية: التحق بمدرسـة الفنون الجميلة العليا عام 1928 وتخرج عام 1933
- عمل معيدا بكلية الفنون الجميلة
- صاحب مدرسة للفن الصحفي وصحافة الأطفال
- رسام ومصور وشاعر وفيلسوف
- للفنان حسين بيكار ابنة واحدة هي (راندا) وتعيش في لندن مع ابنتها (روزا)

## أشهر لوحاته
تكوين من النوبة، جني البرتقال، لحن نوبي، لحن ريفي.

## صدر للفنان بيكار كتب
- صور ناطقة
- رسم بالكلمات

## الجوائز والأوسمة
- وسام العلوم والفنون من الطبقة الأولى من الحكومة المصرية، عام1972.
- جائزة الدولة التقديرية في الفنون من المجلس الأعلى للثقافة، عام 1980.
- وسام الاستحقاق من الطبقة الأولى، عام 1980.
- جائزة مبارك في الفنون من المجلس الأعلى للثقافة، عام 2000

## حسين بيكار والبهائية:
اعتنق بيكار البهائية في بداية أربعينيات القرن العشرين، وانتخب عضوا في محافلها على المستويين المحلي والوطني لسنوات عديدة تلت، واقترن بالسيدة قاسمة محمود النشوقاتي، وهي سليلة أسرة بهائية من بورسعيد، وتم اقترانهما بعقد زواج بهائي، ولكن لم يرزقا بأطفال، فقاما بتبني رندة إبنة السيدة نعمات شقيقة السيدة قاسمة وقرينها المحامي الإثيوبي الشهير جيلا ميخائيل بهتا وكلاهما بهائيان أيضا، وانتقلت رندة إلى لندن للدراسة ثم تزوّجت واستقرت هناك، ولم يكن لها حق في أن ترث الاستاذ بيكار وحرمه، وبهذا ألت مقتنيات مسكنهما إلى الدولة. وبحظر أنشطة المحافل البهائية وتصفية ممتلكاتها بالقرار الجمهوري 263 لعام 1960، بدأت سلسلة من القضايا كان أولها عام 1965 (جنح الزيتون)، 1967 (جنح الوايلي)، 1970 (جنح سوهاج)، 1972 (جنح طنطا)، لشبهة قيام بعض البهائيين بأنشطة محافلهم المحظورة، ولكن لم يصدر في أي منها حكما نهائيا لسبب أو لاخر، وتم حفظها جميعا بالتقادم، كما أن الآستاذ بيكار لم يكن متهما في أي منها إلى أن جاءت قضية 1985 (جنح قصر النيل) الذي كان الاستاذ بيكار المتهم الأول فيها لآنه أصبح "كبير" المجتمع البهائي بمصر. وبعد احتجازه رهن التحقيق أربعة أيام تم الإفراج عنه رهن المحاكمة. وفي المرحلة الابتدائية حكم على الاستاذ بيكار وجميع المتهمين في القضية وكان عددهم 47 من البهائيين داخل مصر وخارجها بالسجن ثلاث سنوات وغرامة ثلاثة آلاف جنيه، وفي مرحلة الاستئناف صدر الحكم ببراءة جميع المتهمين استنادا إلى أن ما قاموا به لم يخرج عن ممارسة شعائر دينهم التي يكفلها الدستور. وقد تعرّض الآستاذ بيكار لحملة صحفية واعلامية شرسة بسبب ديانته بل وتم تأليف كتب تخيل مؤلفوها أنهم يحاوروه. ولكن هذه الحملة خفت تدريجيا بعد براءته، وأعيد إليه جواز سفره الذي سبق أن سحب منه. وظلت مكانته في المجتمع البهائي المصري في مقام كبير العائلة حتى وفاته.

## من أشعاره
شارع الحب...
راح أفضل اعيد وأعيد وبيقولوا في الإعادة إفادة
دى لحظة حب تضوى فؤادك أحسن من عمر تقضيه في العبادة
وبدال ماتفنى العمر تستغفر ذنوبك بالسبحة والسجادة
أفتح في شارع الأحقاد للحب مستشفى وعيادة
وعجبى ......
يوم جديد...
أمانة عليك يانهار ياللى اسمك بكرة
تشيل الغل من النفوس العكرة
وتخلص قلوب الناس من أي نية وفكرة
تخلليها تحسد أو تخلليها تكره
أصدرت دار المعارف مجلة الأطفال الشهيرة مجلة سندباد التي رأس تحريرها الأديب الراحل محمد سعيد العريان، وكان الفنان بيكار هو الوحيد الذي كان يرسم غلافها، وشخصيات موضوعاتها وقصصها ـ وأبرزها طبعاً رحلات سندباد في عالم الغرائب والمغامرات ـ بريشته الساحرة، وخطوطه التي ينفرد بها. بعد توقف مجلة سندباد انتقل بيكار إلى دار أخبار اليوم حيث كان يرسم أغلفة كتبها، ومجلاتها، وأبطال قصصها القصيرة أو الطويلة التي كان يكتبها كبار القصاصين والروائيين في ذاك الزمان.